# 티부 모형
티부분류(Tiebout sorting), 티부이동(Tiebout migration), 티부가설(Tiebout hypothesis)로 불리는 티부모형은 찰스 티부(Charles Tiebout)의 저서 “A Pure Theory of Local Expenditures(1956)”에서 처음으로 제시된 긍정적 정책이론(positive political theory)모형이다. 이 모형의 논점은 지방정부에서 무임승차 문제에 관한 비정치적 해결이 가능하다는 것이다.

## 개요
티부는 이모형을 무임승차 문제는 반드시 정치적인 해결을 요구한다고 주장한 Richard Musgrave와 함께 대학원 세미나에서 비공식적으로 제안하였다. 후에 박사학위를 딴후 티부는 그의 가설 정리한 후 ‘Journal of Political Economy’를 통해 1956년 출간하였다. 그는 다양한 가격(세율)하에 다양한 재화(정부서비스;government services) 묶음을 제공하는 지방자치제를 설명하였다. 개인들은 각 서비스들에 대한 개인적인 가치와 세금을 지불할 능력에 따라 자신의 효용을 극대화 한다고하면 한 지역사회에서 다른지역사회로 이동할 것이라고 주어진다.  이 모형은 개인의 선택과정에 따라 최적의 인구를 구성함으로써 지역관할, 거주자들의 선호에 따라 지방공공재의 균형적인 분배를 이룰 것이라고 말한다.  이 모형은 정부 공급의 두가지 주요 문제를 해결하는데 이점이 있다 : 현시선호(preference revelation)와 총량선호(preference aggregation).

## 가정
티부모형은 몇가지 기본 가정을 둔다. 첫번째 가정은 소비자들은 사회를 자유롭게 선택할 수 있으며 완전한 정보와 완전한 이동을 갖는다. 이 의미는 핵심은 다른사회로의 이동은 비용을 초래하지 않고 지방정부에서 제공하는 서비스와 세금에 대해 그들이 완전한 정보를 가지고 있다는 뜻이다. 티부모형은 많은 여러 다른 독립적인 지역사회와 더불어 교외지역에서 대부분 정확함을 보인다. 지역사회간 이동은 낮은 비용과 가능한 다양한 선택이 가능하다는 특징이 있다. 지방의 홍수 문제를 통해 티부분류는 더 부유한 사람이 강 제방시설에 의해 보호되는 지역에 사는 반면 더 가난한 주민들은 이러한 비싸고 보호시설의 없는 곳에 사는지 설명한다.
티부모형의 첫번째 설명에 대한 가정은 다음과 같다.
1. 이동가능한 소비자 : 소비자들은 그들이 살곳을 마음데로 고를 수 있다. 이것엔 비용이 포함되지 않는다.
2. 완전한 정보의 보유.
3. 선택할 수 있는 충분히 많은 사회.
4. 통근은 논외.
5. 공공재는 사회를 이동함에 있어서 비용편익에 있어서 영향을 미치지 않는다.
6. 도시의 최적 규모(optimal size)는 존재한다 : 규모의 경제
7. 지역사회들은  “최적 규모”를 달성하려고 한다.
8. 사회는 이성적이며 ‘나쁜(bad)’ 소비자들은 멀리하려 노력한다.

## 같이 보기
- 발로 하는 투표

## 참고 문헌
- Tiebout, C. (1956), “A Pure Theory of Local Expenditures”, 《Journal of Political Economy》 64 (5), 416–424쪽, doi:10.1086/257839.
- Woo, Seokjin (2005), “Tiebout Migration and Retirement of Older Workers” (PDF), 《Job market paper. University of Wisconsin-Madison》[깨진 링크(과거 내용 찾기)].